# Унтеръеккенбах
Унтеръеккенбах (нем. Unterjeckenbach) — община в Германии, в земле Рейнланд-Пфальц. 
Входит в состав района Кузель. Подчиняется управлению Лаутереккен.  Население составляет 71 человек (на 31 декабря 2010 года). Занимает площадь 7,38 км².